# Dragoljub Brnović
Dragoljub Brnović est un footballeur yougoslave et monténégrin né le 2 novembre 1963 à Titograd au Monténégro. Il a notamment participé à la Coupe du monde de football 1990 en Italie avec l'équipe de Yougoslavie de football.
En club, il a notamment joué pour le Buducnost Titograd, le Partizan Belgrade et le FC Metz. Son poste est milieu de terrain. Il a joué 126 matchs dont 116 comme titulaire.

## Carrière
- 1981-1988 : Buducnost Titograd ( Yougoslavie)
- 1988-1989 : Partizan Belgrade ( Yougoslavie)
- 1989-1992 : FC Metz ( France)
- 1992-1993 : Örgryte IS ( Suède)
- 1993-1994 : FC Metz ( France)
- 1994-1996 : Aris Bonnevoie ( Luxembourg)

## Source
- Marc Barreaud, Dictionnaire des footballeurs étrangers du championnat professionnel français (1932-1997), L'Harmattan, 1997.